# 三国港駅

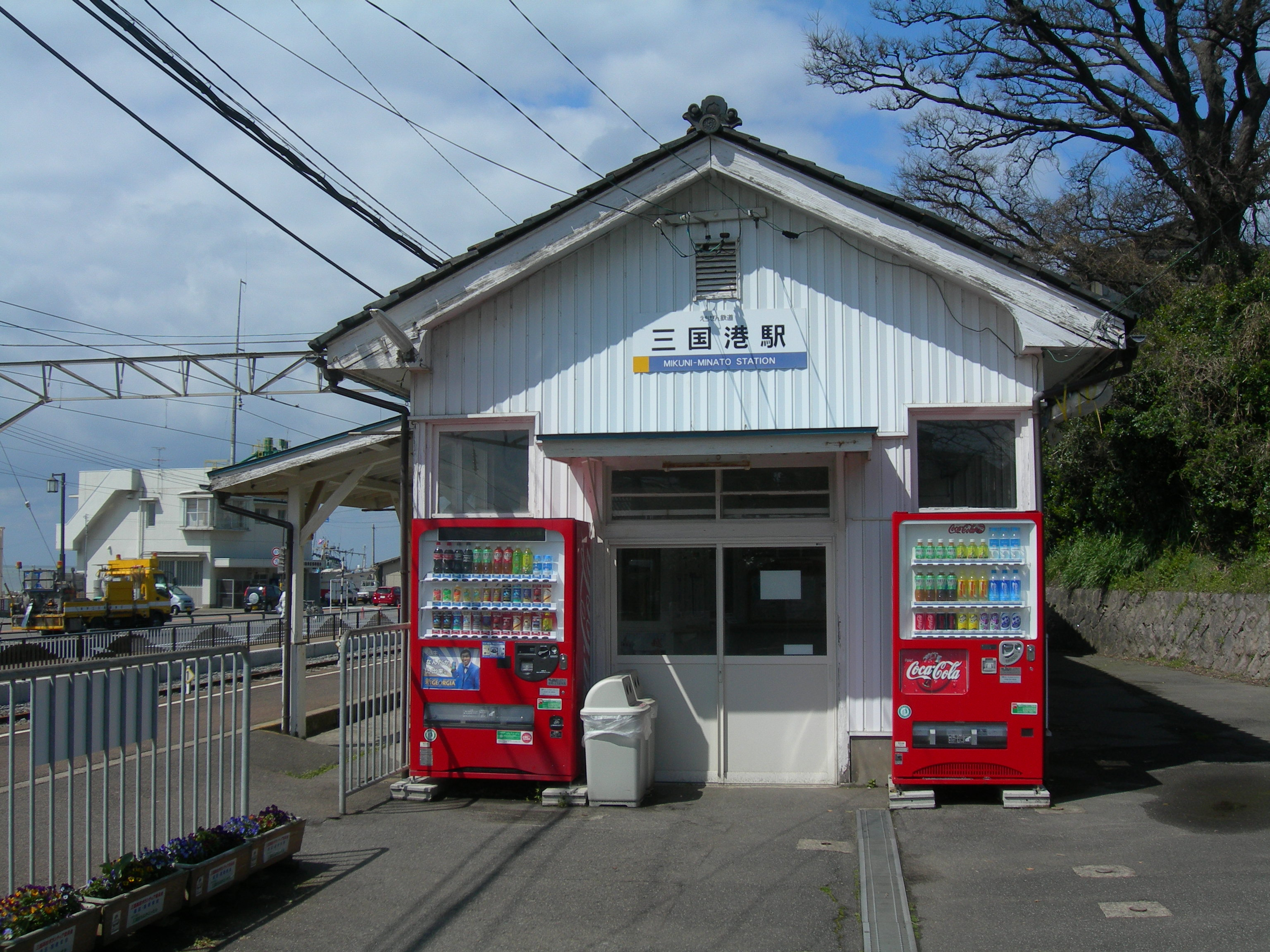
改装前の旧駅舎（2009年3月）

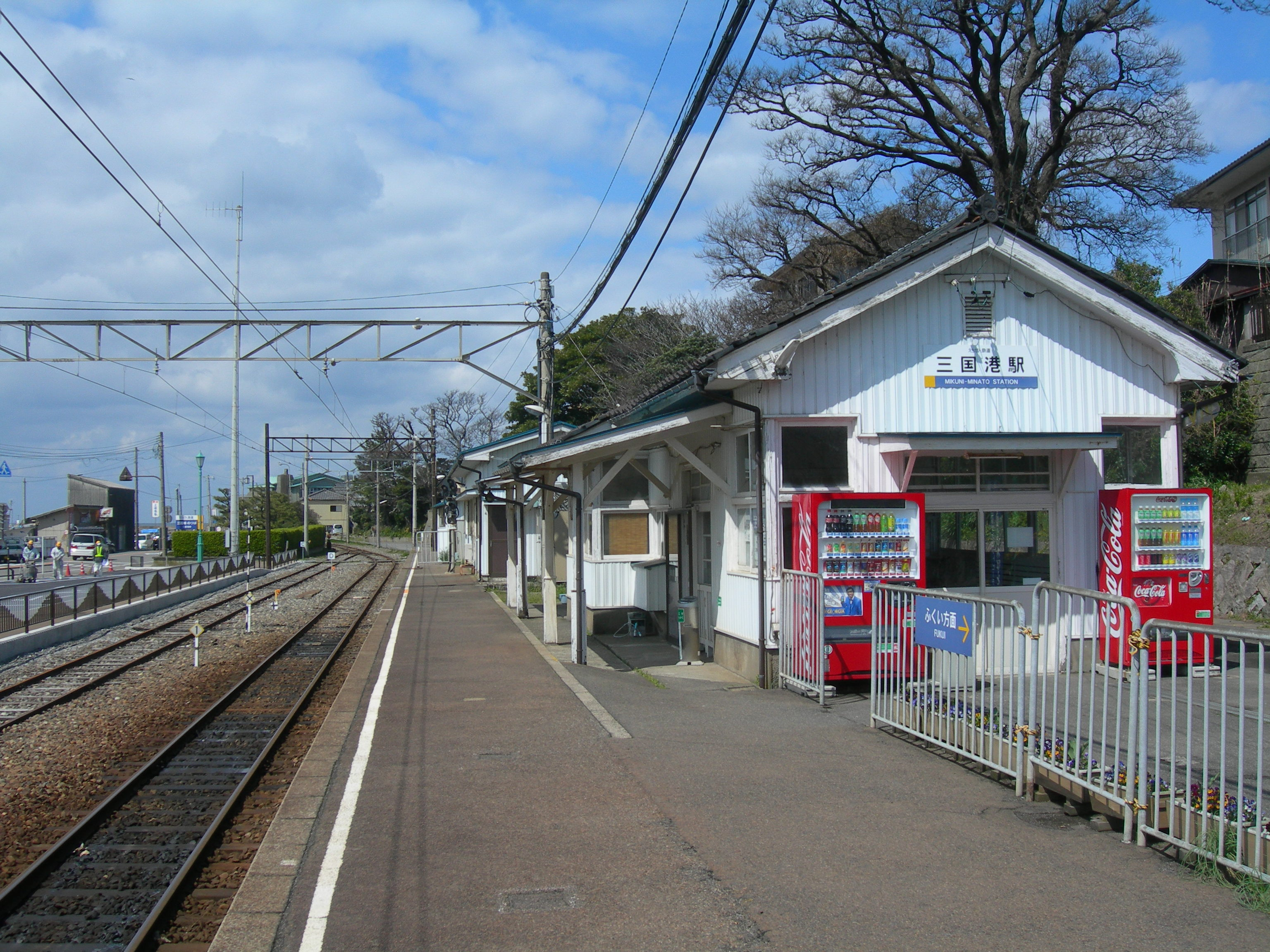
ホームと旧駅舎（2009年3月）

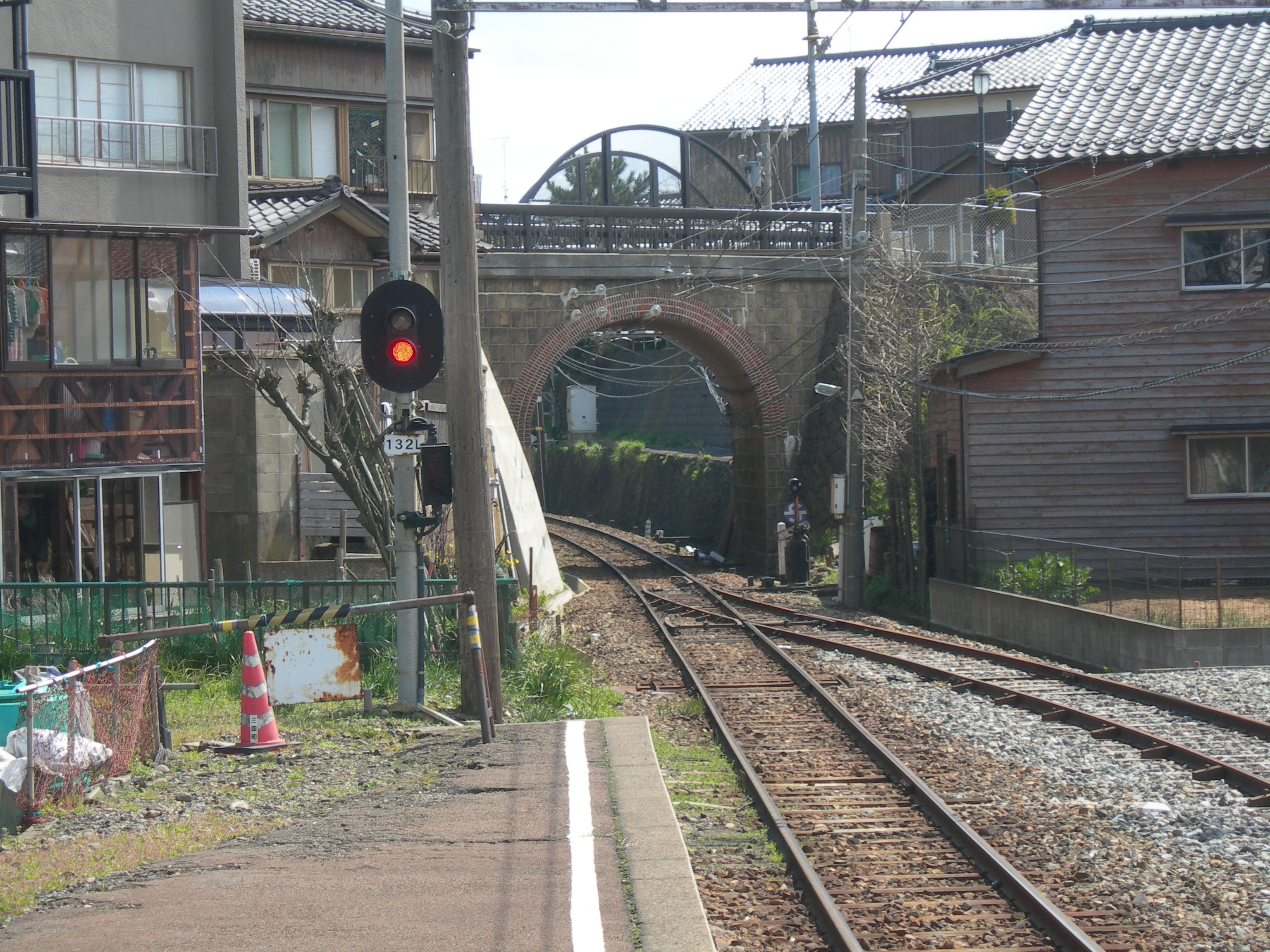
ホーム奥の「眼鏡橋」は、国鉄三国線時代からのものである。

三国港駅（みくにみなとえき）は、福井県坂井市三国町宿一丁目にある、えちぜん鉄道三国芦原線の駅で同線の終着駅である。駅番号はE44。

## 歴史
- 1913年（大正2年）1月1日：鉄道院三国線三国駅の構内扱いとして、三国駅より三国線を海岸へ延伸の上で三国港荷扱所が開設される[2][3]。
- 1914年（大正3年）7月1日：三国駅から分離、三国港荷扱所を（貨）三国港駅に変更。貨物駅で、旅客営業は臨時で行われていた。
- 1927年（昭和2年）12月15日：三国 - 三国港間の通年旅客営業開始、一般駅となる[3]。
- 1944年（昭和19年）
  - 1月11日：京福電気鉄道三国芦原線 電車三国 - 東尋坊口間が休止[4][5]。
  - 10月11日：三国線を国有鉄道線としては休止[6]。三国線の三国 - 三国港間の営業権を京福電気鉄道に貸与[1]。三国 - 三国港間が直流600Vで電化され京福電気鉄道の営業線として開業[7]。京福の三国港駅が開業[1]。電車三国駅より三国神社方の三国芦原線の軌道を三国線に付け替え、三国芦原線の列車が乗り入れ。
- 1946年（昭和21年）8月15日：国鉄が三国線の金津（現在の芦原温泉駅） - 芦原間営業再開[2]。三国線の列車が京福芦原 - 三国港間へ乗り入れ（一部列車による片乗り入れ）。
- 1968年（昭和43年）3月21日：休止中の三国芦原線の電車三国 - 東尋坊口間の廃止を許可。
- 1972年（昭和47年）3月1日：国鉄三国線廃止[6]。三国線廃止に伴い休止中の日本国有鉄道の三国港駅廃止[6]。
- 1981年（昭和56年）：無人駅になる。
- 2001年（平成13年）6月25日：越前本線での事故のため、当駅も営業休止になる[8]。
- 2003年（平成15年）8月10日：えちぜん鉄道の駅として営業再開[1][8]。
- 2010年（平成22年）3月13日：駅舎改修工事完了[9]。

## 駅構造
駅舎・ホームは線路の北（市街地）側に設置されている。単式ホーム1面1線を有する地上駅で、かつて土日祝日（年末年始を除く）の9:00 - 16:10の間に限り駅員が配置されていたが、終日無人駅となっている。三国花火大会の日は終日有人駅となる。木造平屋建ての駅舎であるが2010年3月に改修された。この改修は、旧駅舎の建材を利用して、同じ構造に仕上げたものである。改修前の駅舎は国有鉄道三国線時代の駅舎を利用したため、えちぜん鉄道による改装を受けているものの窓口などに当時の面影を残すものとなっていて待合室として使用されていた。また、国鉄時代の面影はホームの有効長にも見られ、えちぜん鉄道のほかの駅と比較しても長くなっている。
| 路線        | 方向 | 行先                                  |
| ----------- | ---- | ------------------------------------- |
| ■三国芦原線 | 上り | ふくい方面 (あわら湯のまち・福井方面) |

付記事項
- 線路はホームを越えて続いていて、留置線として使われている[7]。本線部分との境界には入換信号機が建植されている。
- この留置線で夜間滞泊が設定されており、停止位置目標が設置されている。
- 別に側線が設置されているが[7]、花火大会の臨時列車用として使われている。

## 利用状況
「坂井市統計年報」によると、1日平均の乗車人員は以下のとおりである。
| 乗車人員推移 | 乗車人員推移 |
| 年度         | 1日平均人数  |
| ------------ | ------------ |
| 2007年       | 160          |
| 2008年       | 165          |
| 2009年       | 173          |
| 2010年       | 177          |
| 2011年       | 174          |
| 2012年       | 169          |
| 2013年       | 165          |
| 2014年       | 158          |
| 2015年       | 156          |
| 2016年       | 162          |
| 2017年       | 161          |
| 2018年       | 156          |
| 2019年       | 151          |
| 2020年       | 94           |
| 2021年       | 105          |
| 2022年       | 126          |

## 駅周辺

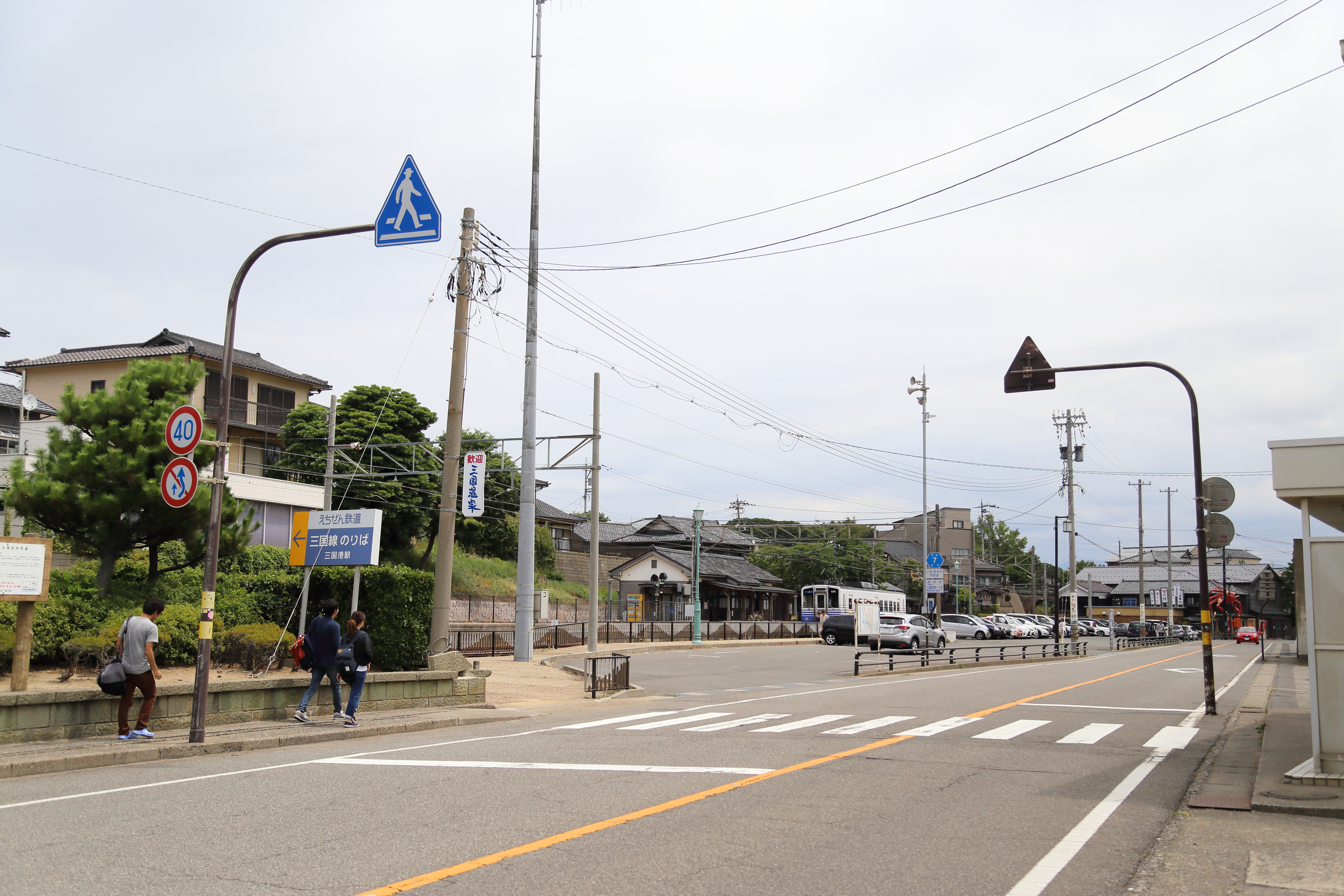
県道7号から駅舎全体を望む

もともと三国港（みくにこう）の貨物取り扱いの駅として設置され、福井県漁連や海水浴場など、海岸に関連する施設に近い。三国港一帯はみなとオアシスの登録をしていて、当駅はみなとオアシス三国湊の構成施設のひとつでもある。
駅正面（北側）に駐輪場、南側の福井県道7号三国東尋坊芦原線に面して、市営駐車場（52台）がある。また、福井県道7号三国東尋坊芦原線を渡った先には九頭竜川の日本海への河口が迫る。ただし対岸へは国道305号の新保橋まで出る必要がある。駅東側（三国駅より）にある眼鏡橋は、国登録有形文化財となっている（2004年7月23日登録）。なお、眼鏡橋は2014年に放送されたテレビアニメ『グラスリップ』で三国港駅とともに登場している。
- 福井県道7号三国東尋坊芦原線（かもめ通り）
- 京福バス「三国港駅前」停留所（東尋坊線）
  - 84・96 芦原温泉駅（あわら市）行き
  - 85・97 龍翔博物館行き
- パークアンドライド[16]
- カーシェアリング（TOYOTA SHAREダイハツステーション）[17]
- 三国サンセットビーチ
- 東尋坊三国温泉ゆあぽーと - 公設日帰り浴場
- 三国港市場[18][19][20]
- 三国ヨットハーバー
- 三国運動公園

## 隣の駅
えちぜん鉄道
■三国芦原線
□快速（上りのみ）・■普通
三国駅 (E43) - 三国港駅 (E44)
- かつての国有鉄道三国線としての隣の駅も上記と同一である。